# MRC (rappeur)
Pour les articles homonymes, voir MRC.
Muhammed Çil dit MRC, né le 2 janvier 1996 à Sarreguemines,, est un rappeur français d'origine turque.

## Biographie
Muhammed Çil naît le 2 janvier 1996 à Sarreguemines. Ses parents sont originaires d'Afyonkarahisar en Turquie. À 6 ans, il commence à jouer au football. Il intègre à 12 ans le centre de formation du Racing Club de Strasbourg et souhaite passer professionnel. Il joue pour la réserve du Racing Club de Strasbourg Alsace et effectue les présélections pour l'équipe de France et l'équipe de Turquie. Mais ses nombreuses blessures l'empêchent de réaliser ses ambitions sportives et il se lance alors par accident dans le rap.
En 2015, Muhammed crée le buzz en publiant de courts freestyles sur les réseaux sociaux. Il signe chez Juston Records, s'installe à Paris et sort son premier album, MRC, le 7 octobre 2016. Cet album et son single Paix sans guerre sont certifiés disque d'or respectivement le 25 janvier 2019 et le 10 novembre 2017,. Il quitte ce label qui, selon lui, a essayé de l'arnaquer et rejoint ensuite Jive Epic, filiale de Sony Music Entertainment,. Son deuxième album, Zéro Code, sort le 29 juin 2018. Son troisième album, Vengeance, sort le 20 novembre 2020.